# Адалева, Эльвина Борисовна
Эльвина Борисовна Адалева (7 февраля 1935, Славянка, КазАССР — 18 мая 1976, Петрозаводск) — архитектор. Автор проектов зданий Дворца пионеров, Дома культуры железнодорожников в Петрозаводске. Лауреат Государственной премии Карельской АССР (1987, посмертно). Автор герба Петрозаводска (1973, в соавторстве). С 1962 года — член Союза Архитекторов СССР.

## Биография
Родилась 7 февраля 1935 года в селе Славянка Пахтааральского района Казахской ССР. 
Поступила учиться в Московский архитектурный институт, который окончила в 1959 году. Была направлена в Карелию. В 1959―1976 трудилась в проектном институте «Карелгражданпроект» (ныне Проектный институт «Карелпроект») в Петрозаводске. В 1961―1976 годах — главный архитектор проектов института.
Иллюстрировала книгу В. П. Орфинского «Путь длиною в 6 столетий».
Умерла 18 мая 1976 года в Петрозаводске.

## Основные проекты
- Клуб (ныне Дом культуры) железнодорожников (Петрозаводск, 1966).
- Интерьеры Дома полит. просвещения, ныне здание Карельской государственной филармонии (Петрозаводск, 1969).
- Здание Окт. райкома КПСС ― райисполкома, ныне детская музыкальная школа № 1 (Петрозаводск, 1979).
- Проект детальной планировки пос. Надвоицы (1973)[2].
- Объёмно-планировочное решение дворца пионеров, один из авторов (Петрозаводск, 1986)[3].

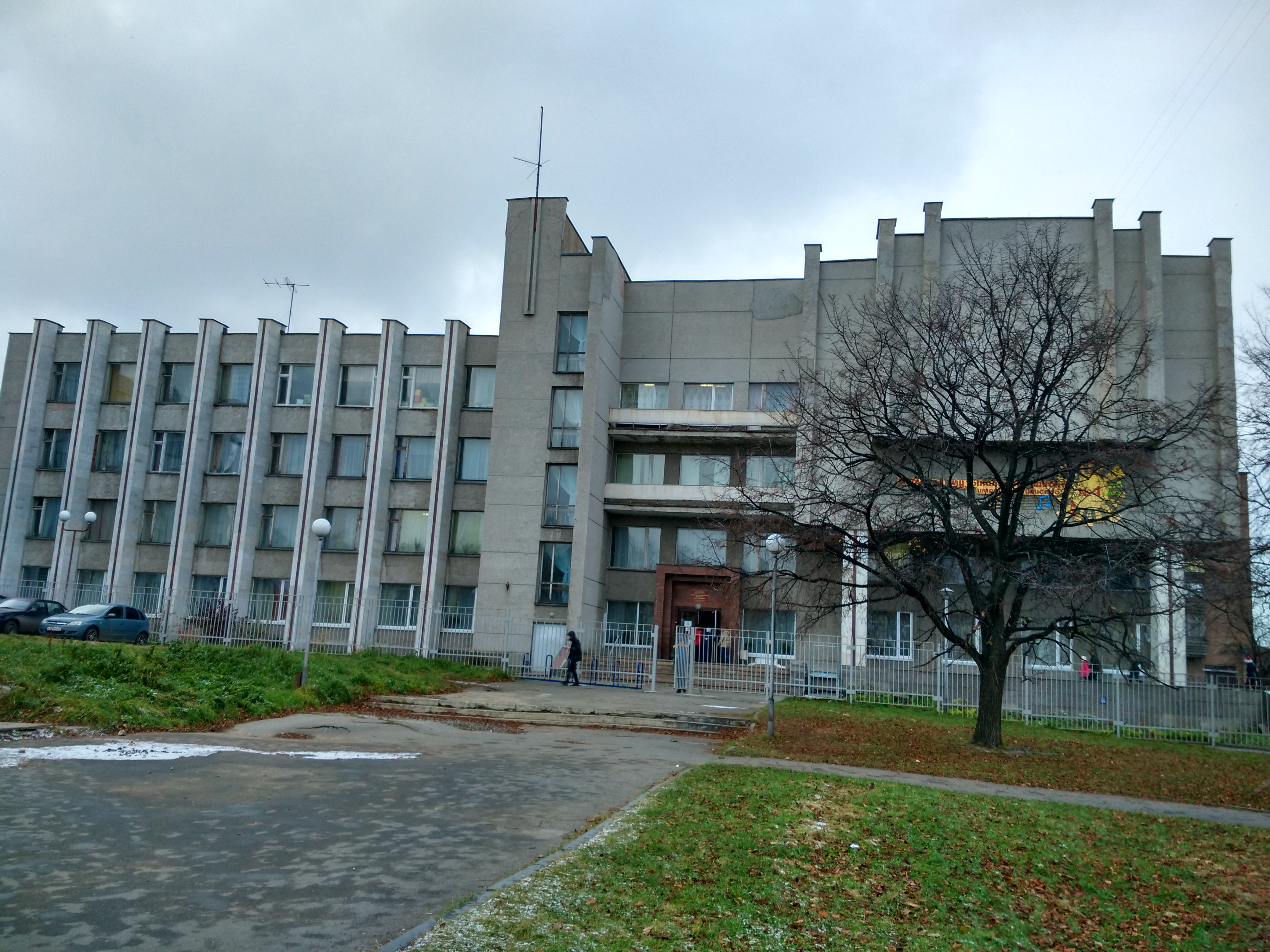
Здание музыкальной школы, Петрозаводск
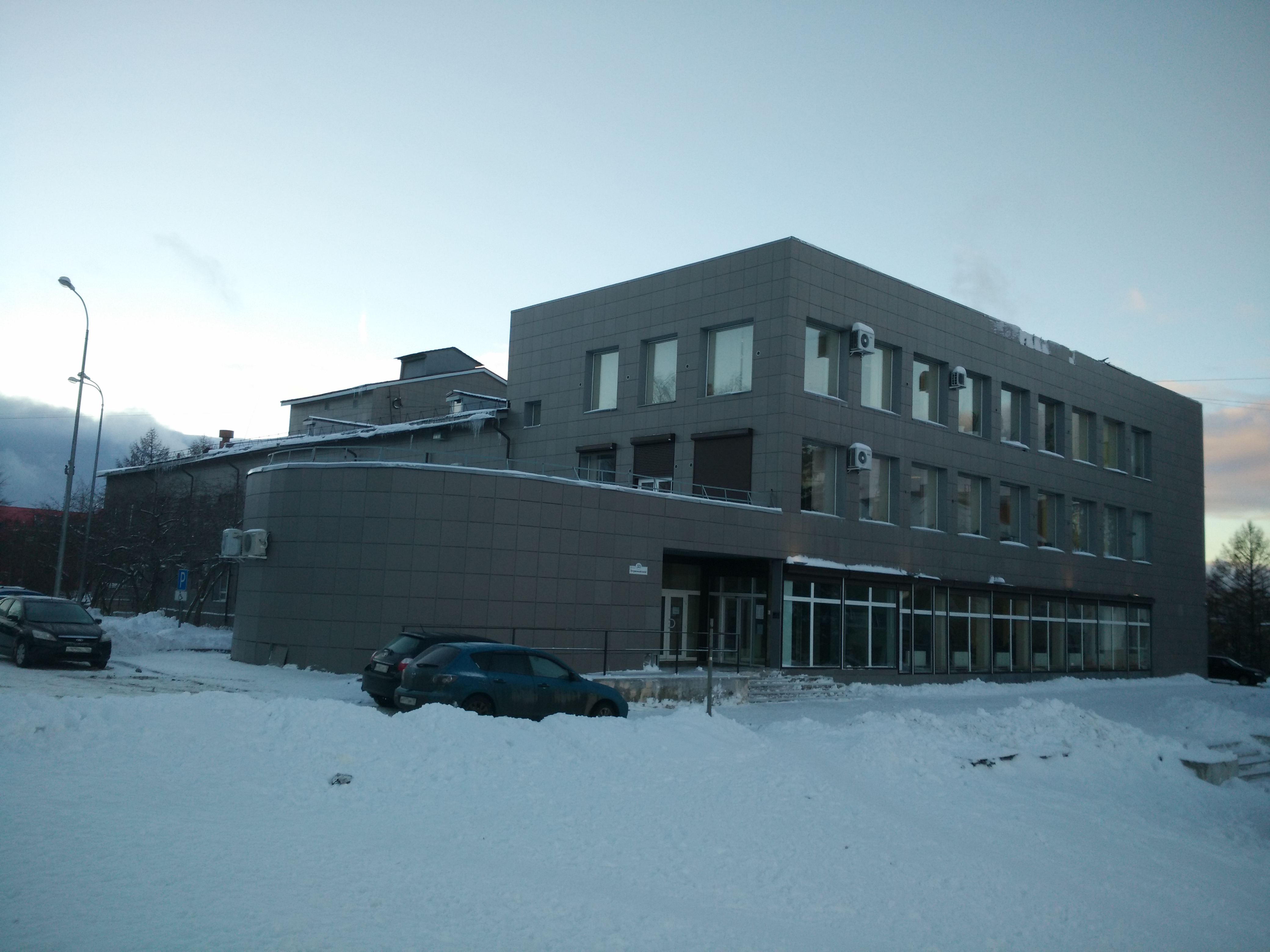
Здание дома культуры железнодорожников, Петрозаводск
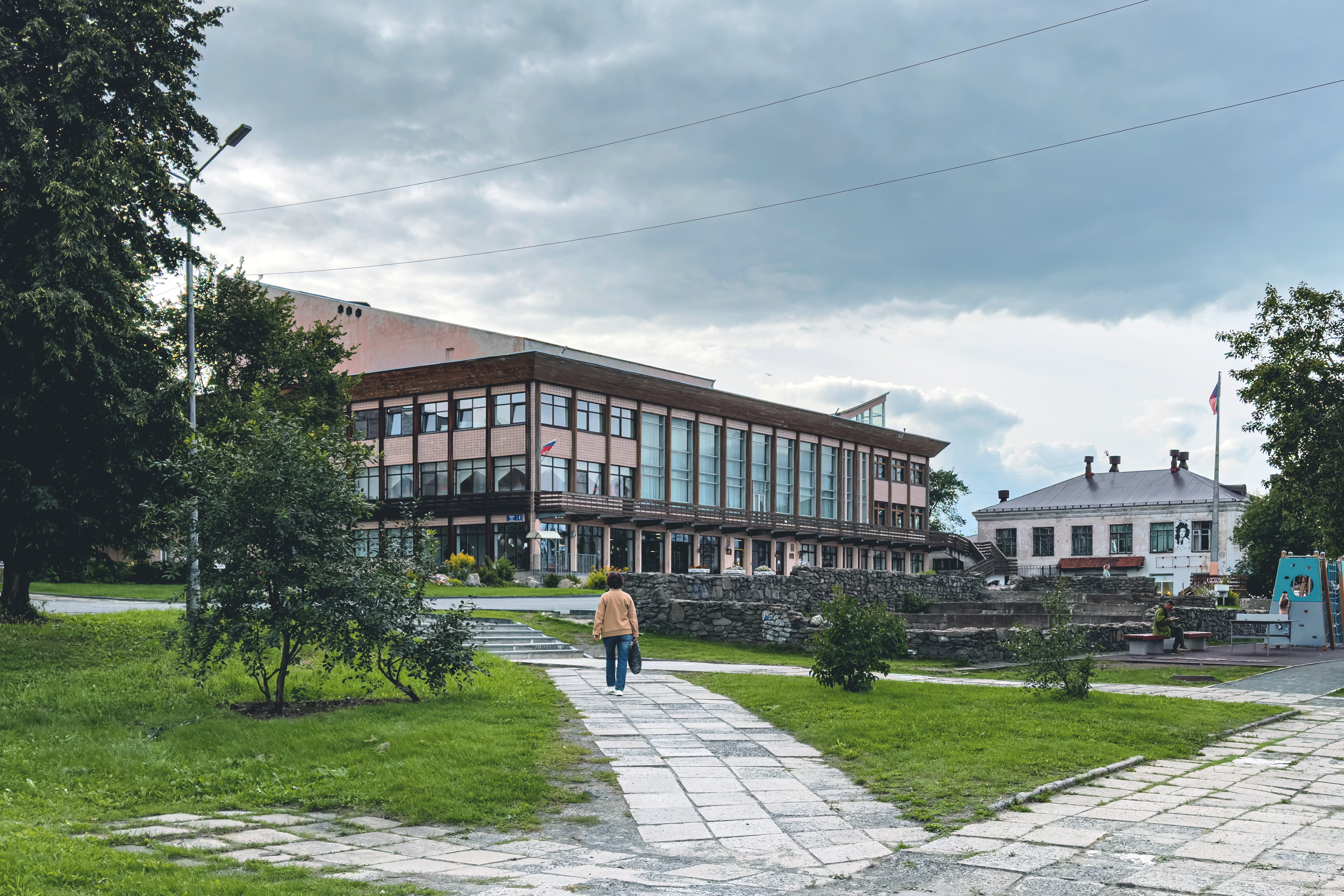
Здание дворца пионеров, Петрозаводск